# Caroline Naudet
Pour les articles homonymes, voir Naudet.
Caroline Naudet (Paris, 1775 - id., 6 novembre 1838) est une dessinatrice, aquafortiste et marchande d'estampes française.

## Biographie

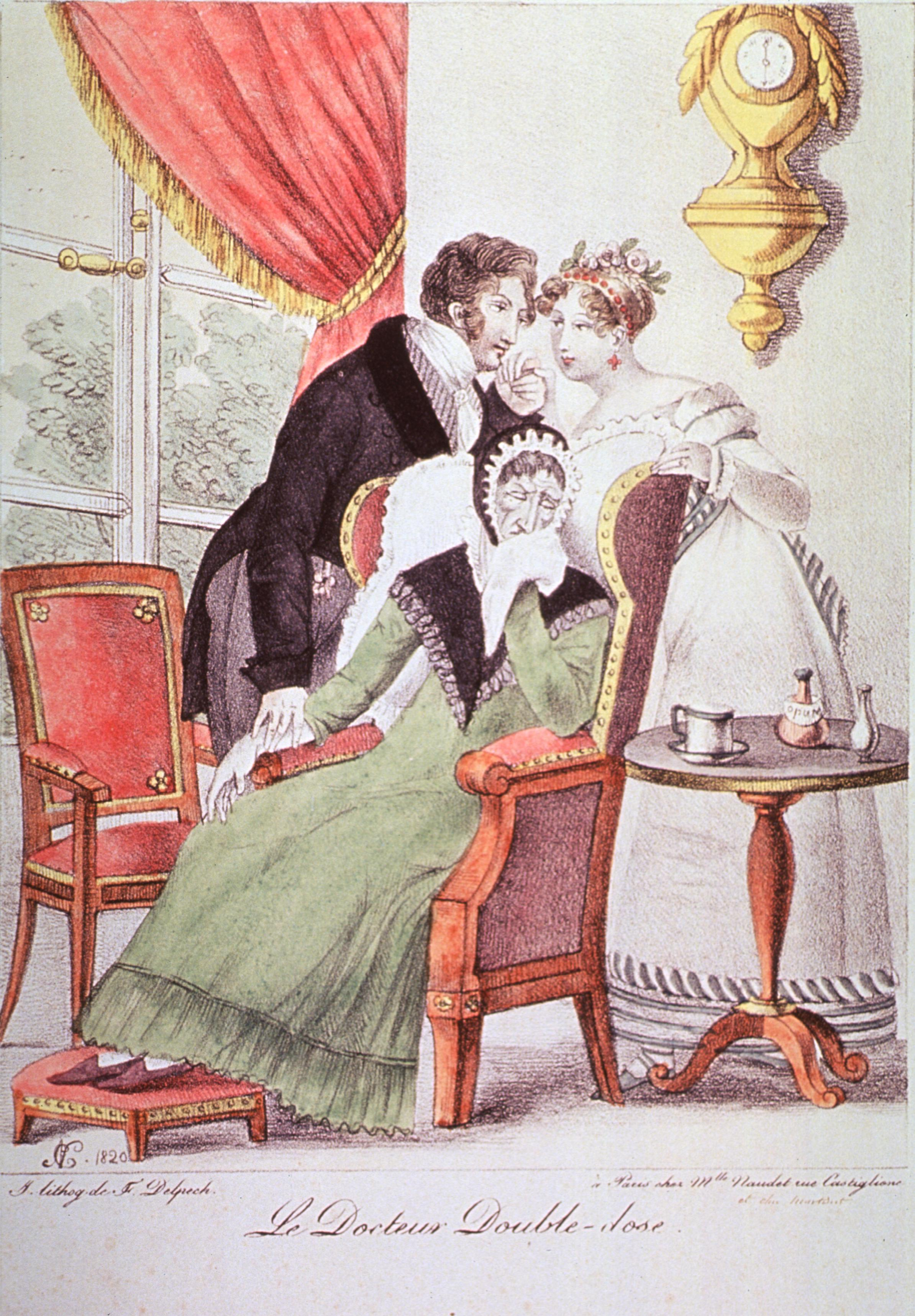
Le Docteur Double-Dose, caricature dessinée, gravée et coloriée (lithographiée par Delpech, 1820).

Caroline Naudet est la fille du graveur et marchand d'estampes parisien Naudet, actif dès avant 1780 du côté du Louvre. Elle a pour frère aîné, Thomas-Charles Naudet.
Sans doute éduquée à cet art par son père, Caroline se consacra toute sa vie à la reproduction de dessins sous la forme d'eau-forte. Elle travailla pour la veuve Chéreau (1817). Elle ouvrit commerce d'estampes d'abord rue de Castiglione puis au 13 quai Voltaire. On lui connaît des dessins originaux, sous le forme de caricatures (entre 1818 et 1830), parfois assez outrées,. En 1818, on lui doit la transcription du Plus ancien plan de Paris, exécuté en tapisserie, d'où lui est resté le titre de Plan de Tapisserie [1540]. 
Sa présence au Salon de Paris est attestée en 1837, elle y montre quatre planches destinées au Recueil d'objets d'art et de curiosités dessinés d'après nature par Théodore de Jolimont et Jules Gagniet,.
Elle meurt le 6 novembre 1838 dans le 10e arrondissement de Paris.